# 1938年世界乒乓球锦标赛
1938年世界乒乓球锦标赛是第十二届世界乒乓球锦标赛，于1938年1月24日至29日在英国伦敦举行。该届比赛的预赛在皇家阿爾伯特音樂廳进行，决赛则在溫布利體育館进行。

## 赛果

### 团体
| 项目                | 金牌                                                                                             | 银牌                                                                                          | 铜牌 |
| 男子团体 斯韦思林杯 | 匈牙利 · 鲍尔瑙·维克托 · 拜拉克·拉斯洛 · 弗尔迪·艾尔诺 · 哈齐·蒂博尔 · 绍什·费伦茨               | 奥地利 · 理查德·伯格曼 · Helmut Goebel · Erich Kaspar · 阿尔弗雷德·利布斯特尔 · Karl Schediwy | 美国 · Bernard Grimes · George Hendry · 詹姆斯·麦克卢尔 · Lou Pagliaro · 索尔·希夫                         |
| 男子团体 斯韦思林杯 | 匈牙利 · 鲍尔瑙·维克托 · 拜拉克·拉斯洛 · 弗尔迪·艾尔诺 · 哈齐·蒂博尔 · 绍什·费伦茨               | 奥地利 · 理查德·伯格曼 · Helmut Goebel · Erich Kaspar · 阿尔弗雷德·利布斯特尔 · Karl Schediwy | 捷克斯洛伐克 · 米洛斯拉夫·哈姆尔 · 斯坦尼斯拉夫·科拉日 · 阿道夫·什拉尔 · 瓦茨拉夫·特雷巴 · 博胡米尔·瓦尼亚 |
| 女子团体 考比伦杯   | 捷克斯洛伐克 · 弗拉斯塔·德佩特里索娃 · Jindriska Holubkova · 玛丽·克特内罗娃 · 薇拉·沃特鲁布佐娃 | 英格兰 · Dora Emdin · Phyllis Hodgkinson · Doris Jordan · Margaret Osborne                    | 奥地利 · Zita Lemo · 格特鲁德·普里齐                                                                       |

### 单项
| 项目     | 金牌                                    | 银牌                              | 铜牌                                  |
| 男子单打 | 博胡米尔·瓦尼亚                         | 理查德·伯格曼                     | 鲍尔瑙·维克托                         |
| 男子单打 | 博胡米尔·瓦尼亚                         | 理查德·伯格曼                     | 哈齐·蒂博尔                           |
| 女子单打 | 格特鲁德·普里齐                         | 弗拉斯塔·德佩特里索娃             | 薇拉·沃特鲁布佐娃                     |
| 女子单打 | 格特鲁德·普里齐                         | 弗拉斯塔·德佩特里索娃             | Betty Henry                           |
| 男子双打 | 詹姆斯·麦克卢尔 索尔·希夫               | 鲍尔瑙·维克托 拜拉克·拉斯洛       | 斯坦尼斯拉夫·科拉日 瓦茨拉夫·特雷巴   |
| 男子双打 | 詹姆斯·麦克卢尔 索尔·希夫               | 鲍尔瑙·维克托 拜拉克·拉斯洛       | Eric Filby Hyman Lurie                |
| 女子双打 | 弗拉斯塔·德佩特里索娃 薇拉·沃特鲁布佐娃 | Dora Beregi Ida Ferenczy          | Phyllis Hodgkinson Doris Jordan       |
| 女子双打 | 弗拉斯塔·德佩特里索娃 薇拉·沃特鲁布佐娃 | Dora Beregi Ida Ferenczy          | Dora Emdin Margaret Osborne           |
| 混合双打 | 拜拉克·拉斯洛 Wendy Woodhead            | 博胡米尔·瓦尼亚 薇拉·沃特鲁布佐娃 | 阿尔弗雷德·利布斯特尔 格特鲁德·普里齐 |
| 混合双打 | 拜拉克·拉斯洛 Wendy Woodhead            | 博胡米尔·瓦尼亚 薇拉·沃特鲁布佐娃 | 瓦茨拉夫·特雷巴 玛丽·克特内罗娃       |